# Il talento di Mr. C
Il talento di Mr. C (The Unbearable Weight of Massive Talent) è un film del 2022 diretto da Tom Gormican.
L'opera ha come protagonista Nicolas Cage, il quale porta in scena una versione parodistica di se stesso.

## Trama
L'attore hollywoodiano Nicolas Cage è in difficoltà con la sua carriera dopo essere stato scartato per diversi ruoli cinematografici importanti ed è costantemente assillato e tormentato da "Nicky", che gli appare come il se stesso più giovane (e di maggior successo). Anche il rapporto con l'ex moglie Olivia e la figlia Addy è rovinato da anni di abbandono emotivo. In seguito a un evento imbarazzante e umiliante alla festa di compleanno di Addy e alla perdita di un ruolo chiave in un film, Cage pensa di ritirarsi dalla recitazione. Decide quindi di accettare un'offerta di un milione di dollari, procuratagli dal suo agente Richard Fink, che consiste nell'andare a Maiorca a incontrare il miliardario Javi Gutierrez ed essere l'ospite d'onore del suo compleanno.
Al momento dell'incontro con Javi, Cage è inizialmente infastidito dall'insistenza con cui gli chiede di creare un film basato su una sceneggiatura scritta da lui, ma poi è ispirato dalla determinazione di Javi e i due legano rapidamente, grazie all’amore condiviso per film come Il gabinetto del dottor Caligari e Paddington 2 (quest'ultimo visto per la prima volta da Cage con Javi). Poco dopo, Cage viene affrontato dagli agenti della CIA Vivian e Martin. Questi sospettano che Javi, che secondo loro ha fatto fortuna con il traffico d'armi, si celi dietro il rapimento di Maria, la figlia di un politico catalano in lotta contro la criminalità, con la speranza che si ritiri dalle prossime elezioni. Cage insiste sul fatto che il suo istinto di attore avrebbe individuato se Javi fosse un criminale, ma alla fine decide di aiutare la CIA nella missione.
Dopo aver manomesso con successo le telecamere del complesso di Javi, Cage partecipa a una festa in cui annuncia la sua collaborazione con Javi per un nuovo film, come scusa per rimanere nel complesso abbastanza a lungo da trovare Maria. Dopo una disavventura legata all'assunzione di LSD, Cage e Javi decidono che il loro film deve essere incentrato sulla loro relazione. Cage scopre in seguito che Javi tiene una stanza-santuario dedicata a tutti i suoi film, compresa una figura di cera del suo personaggio Castor Troy del film Face/Off, completa di pistole d'oro identiche. Vivian suggerisce a Cage di inserire un rapimento nella sceneggiatura, per valutare la reazione di Javi.
Cage spiega la sua nuova idea a Javi, che crede che Cage sia distratto dai suoi problemi familiari. Vivian dice a Cage di fuggire o di uccidere Javi, poiché quest'ultimo ha scoperto il loro piano, ma Javi rivela di aver portato la famiglia di Cage nella sua villa. Cage cerca di fare ammenda con loro, ma questi rifiutano il suo appello e lo accusano di dare priorità alla sua carriera cinematografica rispetto alla famiglia. Javi va a incontrare privatamente suo cugino Lucas, che si rivela essere il vero trafficante d'armi e colui che ha rapito Maria. Lucas lo avverte che Cage sta lavorando con la CIA e gli impone di uccidere Cage, altrimenti Lucas ucciderà Javi.
Cage e Javi si affrontano, ma nessuno dei due riesce a uccidere l'altro. Lucas manda i suoi uomini a caccia di entrambi e i due tornano di corsa alla casa per scoprire che Addy è stata rapita. Cage porta Javi, Olivia e l'assistente di Javi, Gabriela, al rifugio della CIA, scoprendo però che la casa è stata compromessa; Martin è stato ucciso, mentre Vivian si sacrifica per uccidere gli uomini di Lucas prima che possano tendere un'imboscata al gruppo. Con l'aiuto di Javi, Cage e Olivia si fingono una coppia di criminali solitari per avvicinarsi a Lucas, ma quest'ultimo li smaschera.
Cage, Addy, Olivia e Maria corrono verso l'ambasciata americana, mentre Javi e Gabriela restano indietro per ritardare l'inseguimento di Lucas. All'arrivo, Lucas tiene Cage sotto tiro, ma Addy gli lancia un coltello che Cage usa per ucciderlo: si passa così al film che Cage e Javi hanno completato, presumibilmente basato sulla loro avventura (qui si vede in un cameo Demi Moore, che interpreta l'ex moglie dell'attore). Cage viene applaudito per il suo nuovo film e si congratula con Javi prima di tornare a casa con la sua famiglia per guardare Paddington 2, ora con un rapporto migliore.

## Distribuzione
Negli Stati Uniti, la pellicola è stata distribuita dalla Lionsgate a partire dal 22 aprile 2022, dopo essere stata presentata in anteprima al South by Southwest il 22 marzo, mentre in Italia dalla Eagle Pictures dal 22 luglio dello stesso anno tramite le piattaforme streaming on demand.

### Divieti
Negli Stati Uniti d'America la MPAA ha classificato il film come restricted (R) per scene contenenti linguaggio forte, riferimenti sessuali, uso di droghe e violenza.

## Accoglienza

### Incassi
Il film ha incassato un totale mondiale di 29116320 $.

### Critica
Sull'aggregatore di recensioni Rotten Tomatoes il film riceve l'87% delle recensioni professionali positive con un voto medio di 7,3 su 10 basato su 309 recensioni, mentre su Metacritic ha un punteggio di 68 su 100 basato su 52 recensioni.